# Delincourt
Delincourt est une commune française située dans le département de l'Oise en région Hauts-de-France.

## Géographie

### Description

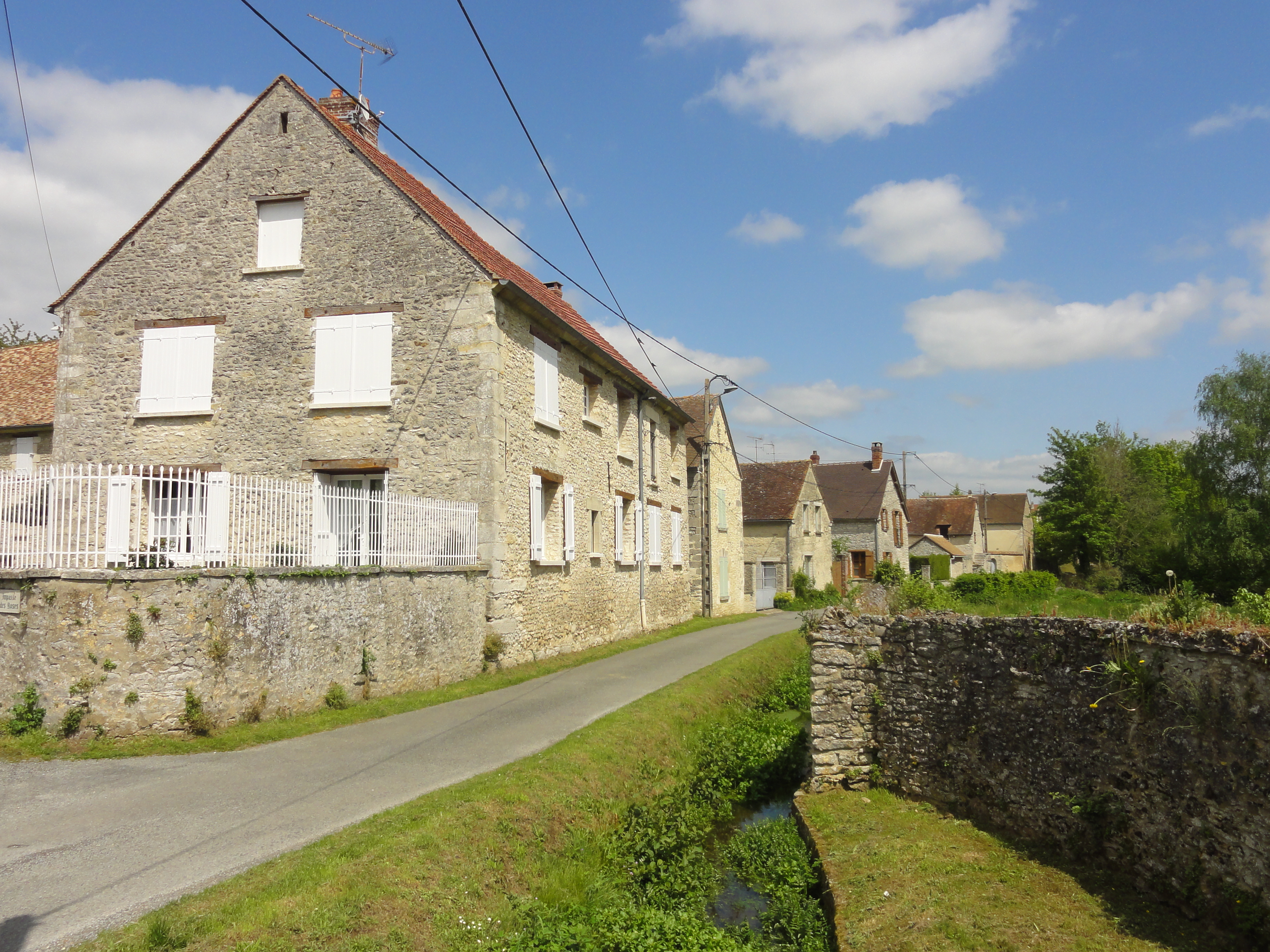
Ambiance de la commune : la rue du Mesnil.

Delincourt est un village du Vexin français du département de l'Oise, dans la vallée du Réveillon situé entre Chaumont-en-Vexin et Gisors, à 27 km au sud-ouest de Beauvais, 58 km ausud-est de Rouen, 30 km au nord-ouest de Pontoise et 22 km à l'ouest de Méru.
Le territoire communal est traversé par l'ancienne route nationale 15 (France) (actuelle RD 915) reliant Pontoise à Dieppe.
Louis Graves indique en 1827 que « le village est traversé par le ruisseau qui divise le territoire de la commune en deux parties presqu'égales ; il se compose de plusieurs groupes d'habitations, tous situés dans le vallon du Réveillon, et dans un petit embranchement au Midi ayant cours d'eau ; l'accès du village est difficile, et à cause de la conformation du territoire partagé par un vallon profond et escarpé toute la culture est éloignée des habitations. Chaque groupe de maisons a un nom particulier ; les principaux sont le Cornouiller et le Mesnil, mais ils sont trop rapprochés du centre pour pouvoir être considérés comme hameaux ».

### Communes limitrophes
| Chambors     | Trie-Château | Chaumont-en-Vexin |
| Lattainville | Delincourt   | Reilly            |
| Montjavoult  | Serans       | Boubiers          |

### Géologie et relief
En 1859, la géologie de la commune est décrite comme renfermant « les gisements suivants : bande étroite d'argile plastique avec ses sables, calcaire grossier moyen et inférieur fossilifère servant de fondements au village. Vers Lattainville, sables glauconieux avec nummulites. À gauche de la vallée, sable moyen. Tourbe dans la même vallée. Des carrières sont ouvertes dans le calcaire moyen ».

### Hydrographie
La commune est située dans le bassin Seine-Normandie. Elle est drainée par le Reveillon, le cours d'eau 01 de la commune de Delincourt, le Réveillon et le ruisseau de Frangicourt,,.
Le Réveillon, d'une longueur de 11 km, prend sa source dans la commune de Boubiers et se jette  dans l'Epte à Gisors, après avoir traversé six communes.

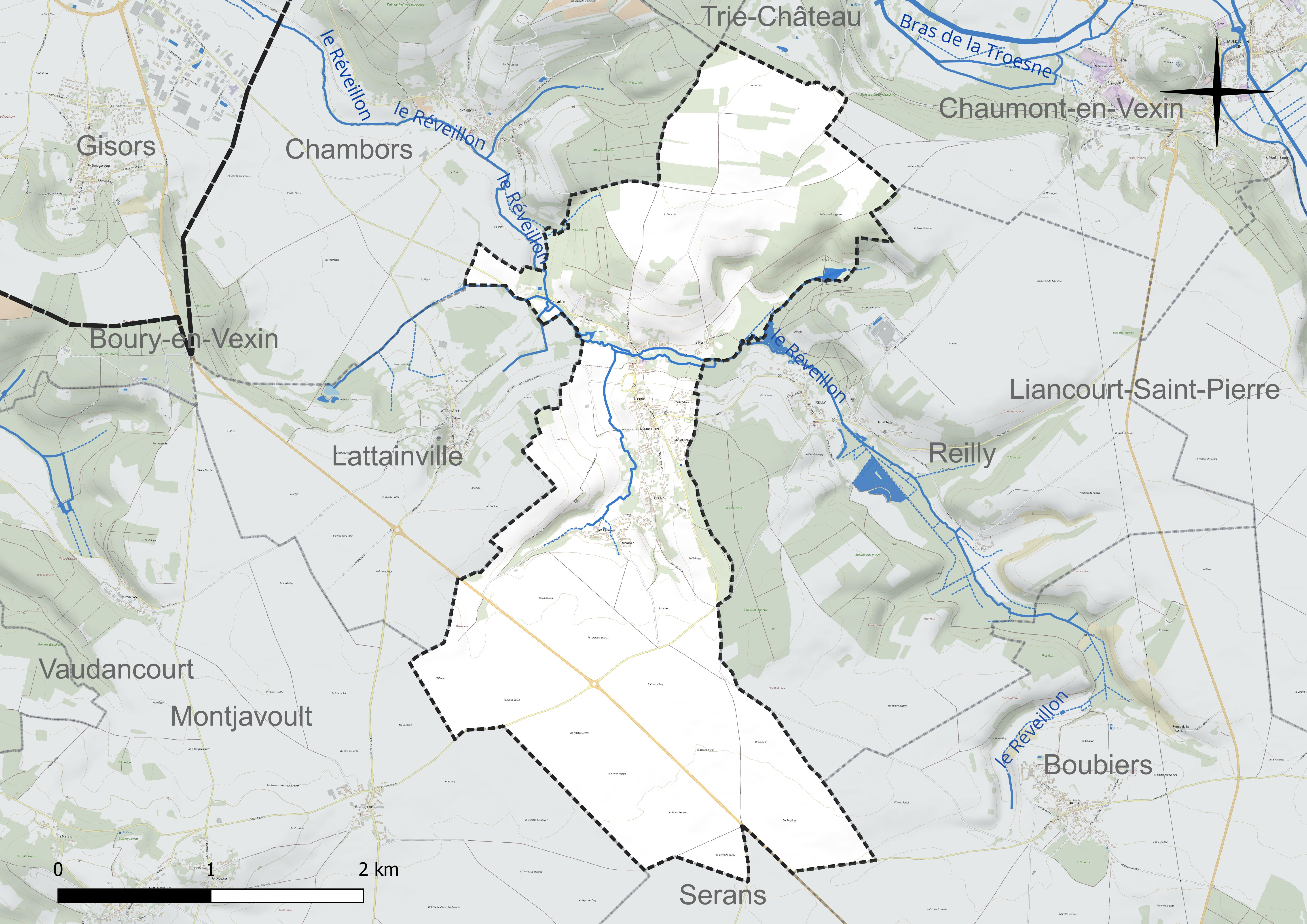
Réseau hydrographique de Delincourt.

Un plan d'eau complète le réseau hydrographique : le plan d'eau de la commune de Reilly, d'une superficie totale de 1,5 ha (0,1 ha sur la commune),.

### Climat
Pour des articles plus généraux, voir Climat des Hauts-de-France et Climat de l'Oise.
En 2010, le climat de la commune est de type climat océanique dégradé des plaines du Centre et du Nord, selon une étude du CNRS s'appuyant sur une série de données couvrant la période 1971-2000. En 2020, Météo-France publie une typologie des climats de la France métropolitaine dans laquelle la commune est exposée à un climat océanique et est dans la région climatique Sud-ouest du bassin Parisien, caractérisée par une faible pluviométrie, notamment au printemps (120 à 150 mm) et un hiver froid (3,5 °C).
Pour la période 1971-2000, la température annuelle moyenne est de 10,5 °C, avec une amplitude thermique annuelle de 14,4 °C. Le cumul annuel moyen de précipitations est de 720 mm, avec 11,1 jours de précipitations en janvier et 8 jours en juillet. Pour la période 1991-2020, la température moyenne annuelle observée sur la station météorologique la plus proche, située sur la commune de Jaméricourt à 7 km à vol d'oiseau, est de 11,0 °C et le cumul annuel moyen de précipitations est de 695,7 mm,. Pour l'avenir, les paramètres climatiques de la commune estimés pour 2050 selon différents scénarios d'émission de gaz à effet de serre sont consultables sur un site dédié publié par Météo-France en novembre 2022.

## Urbanisme

### Typologie
Au 1er janvier 2024, Delincourt est catégorisée commune rurale à habitat dispersé, selon la nouvelle grille communale de densité à sept niveaux définie par l'Insee en 2022.
Elle est située hors unité urbaine. Par ailleurs la commune fait partie de l'aire d'attraction de Paris, dont elle est une commune de la couronne,.

### Occupation des sols
L'occupation des sols de la commune, telle qu'elle ressort de la base de données européenne d'occupation biophysique des sols Corine Land Cover (CLC), est marquée par l'importance des territoires agricoles (80,2 % en 2018), une proportion identique à celle de 1990 (80,2 %). La répartition détaillée en 2018 est la suivante : 
terres arables (73,2 %), forêts (13,5 %), zones urbanisées (6,3 %), zones agricoles hétérogènes (5,9 %), prairies (1,1 %). L'évolution de l'occupation des sols de la commune et de ses infrastructures peut être observée sur les différentes représentations cartographiques du territoire : la carte de Cassini (XVIIIe siècle), la carte d'état-major (1820-1866) et les cartes ou photos aériennes de l'IGN pour la période actuelle (1950 à aujourd'hui).

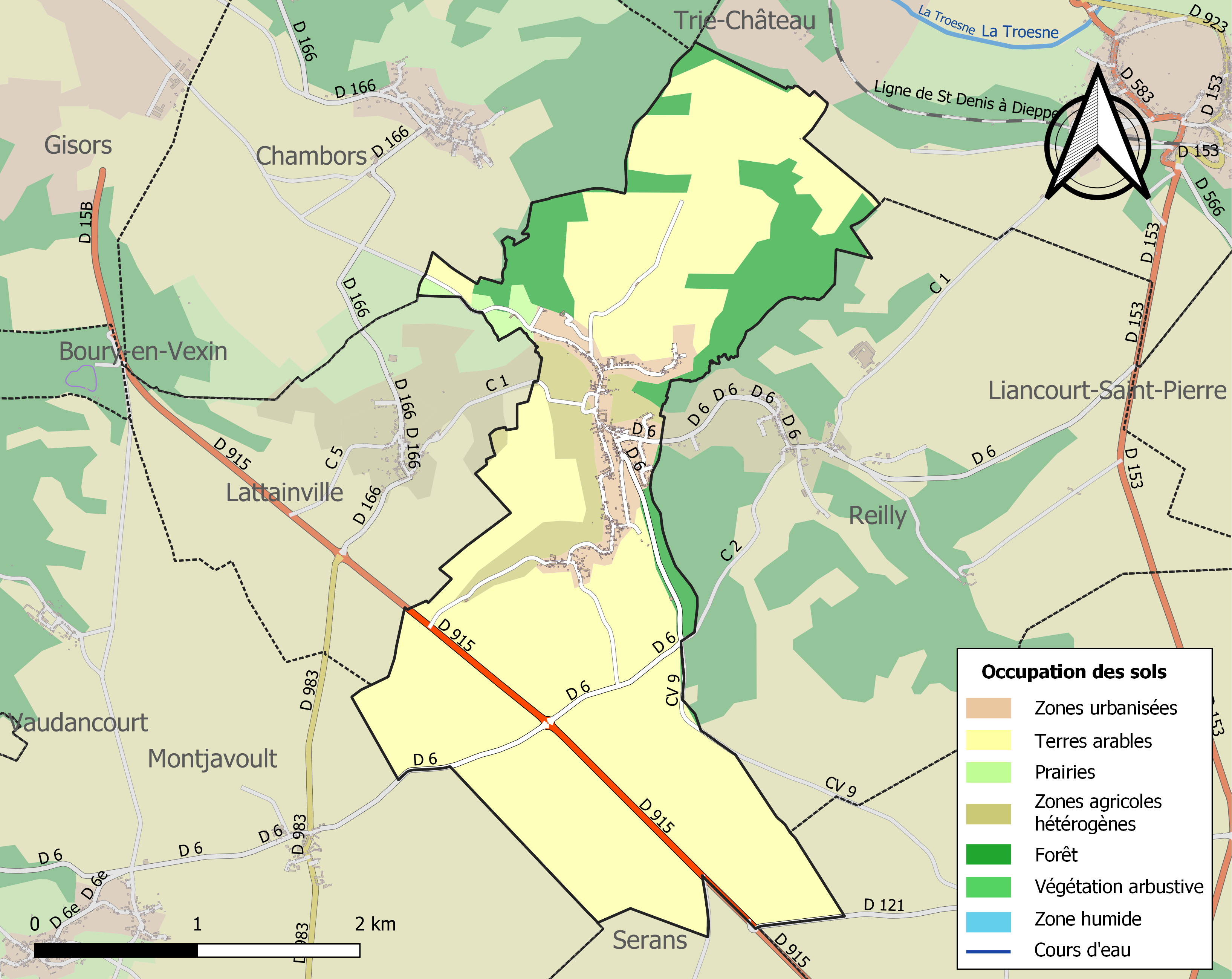
Carte des infrastructures et de l'occupation des sols de la commune en 2018 (CLC).

### Habitat et logement
En 2018, le nombre total de logements dans la commune était de 258, alors qu'il était de 263 en 2013 et de 273 en 2008.
Parmi ces logements, 79,1 % étaient des résidences principales, 16,6 % des résidences secondaires et 4,4 % des logements vacants. Ces logements étaient pour 97,8 % d'entre eux des maisons individuelles et pour 2,2 % des appartements.
Le tableau ci-dessous présente la typologie des logements à Delincourt en 2018 en comparaison avec celle de l'Oise et de la France entière. Une caractéristique marquante du parc de logements est ainsi une proportion de résidences secondaires et logements occasionnels (16,6 %) supérieure à celle du département (2,5 %) et à celle de la France entière (9,7 %). Concernant le statut d'occupation de ces logements, 85,1 % des habitants de la commune sont propriétaires de leur logement (88,8 % en 2013), contre 61,4 % pour l'Oise et 57,5 pour la France entière.
| Typologie                                               | Delincourt | Oise | France entière |
| ------------------------------------------------------- | ---------- | ---- | -------------- |
| Résidences principales (en %)                           | 79,1       | 90,4 | 82,1           |
| Résidences secondaires et logements occasionnels (en %) | 16,6       | 2,5  | 9,7            |
| Logements vacants (en %)                                | 4,4        | 7,1  | 8,2            |

### Voies de communication et transports
La commune est desservie, en 2023, par les lignes 608, 6106 et 6136 du réseau interurbain de l'Oise.

## Toponymie
Le nom de la localité est attesté sous les formes super molindinum de Delincort (1237) ; Derincort (1252) ; Derincourt (1252) ; Drincort (XIIIe) ; Elincurt (vers 1300) ; Delincuria (1337) ; de Lincuria (1366) ; Delincourt (1530) ; Elincourt (vers 1530) ; Lincourt (XVIe) ; Délincourt (1840).

## Histoire

### Antiquité et Moyen Âge
Jean-Baptiste Frion indique en 1859 que « sur le plateau, au-dessus et près d'Egremont, on a trouvé çà et là des restes de fondations de maisons et des puits remplis de briques et de tuiles brisées. On nomme le lieu Tournois. Ou remarque aussi à la porte de la ferme d'Egremont des vestiges d'anciennes fortifications. Il est probable qu'il a existé un château-fort sur ce point, et qu'il aura été détruit, ainsi que la partie du village qui s'étendait de ce côté, lors des guerres avec les Normands ou les Anglais ».
Sous l'Ancien Régime, Delincourt est une seigneurie qui a longtemps appartenu au chapitre de Saint Mellon de Pontoise

### Époque contemporaine
En 1827, Louis Graves indique que « la commune possède un presbytère et une école à côté de l'église , le cimetière n'a pas été déplacé ; il y a environ 20 hectares de terrains communaux , partie en pâture, partie en friche et partie en marais susceptibles de plantation; il y avait aussi une carrière communale qu'on dit épuisée ». A cette époque, Delincourt compte  trois carrières et deux moulins à eau. La population vit essentiellement des activités agricoles.

## Politique et administration

### Rattachements administratifs et électoraux

#### Rattachements administratifs
La commune se trouve depuis 1926 dans l'arrondissement de Beauvais du département de l'Oise.
Elle faisait partie depuis 1801 du canton de Chaumont-en-Vexin. Dans le cadre du redécoupage cantonal de 2014 en France, cette circonscription administrative territoriale a disparu, et le canton n'est plus qu'une circonscription électorale.

#### Rattachements électoraux
Pour les élections départementales, la commune fait partie depuis 2014 d'un nouveau canton de Chaumont-en-Vexin
Pour l'élection des députés, elle fait partie de la deuxième circonscription de l'Oise.

### Intercommunalité
Delincourt est membre de la communauté de communes du Vexin-Thelle, un établissement public de coopération intercommunale (EPCI) à fiscalité propre créé en 2000  et auquel la commune a transféré un certain nombre de ses compétences, dans les conditions déterminées par le code général des collectivités territoriales.

### Liste des maires
| Période                                  | Période                       | Identité         | Étiquette | Qualité                                  |
| ---------------------------------------- | ----------------------------- | ---------------- | --------- | ---------------------------------------- |
| Les données manquantes sont à compléter. |                               |                  |           |                                          |
| avant 1981                               |                               | Roland Fontaine  | DVG       |                                          |
| Les données manquantes sont à compléter. |                               |                  |           |                                          |
| juin 1995                                | avril 2014                    | Philippe Merieau | PCF       | Instituteur spécialisé                   |
| 2014                                     | En cours (au 2 décembre 2021) | Édith Martin     |           | Ouvrière Réélue pour le mandat 2020-2026 |

## Équipements et services publics
En 2017, la commune a favorisé l'installation d'une épicerie dans un local communal.
La commune a aménagé près du cimetière un city-stade en 2019.

### Enseignement

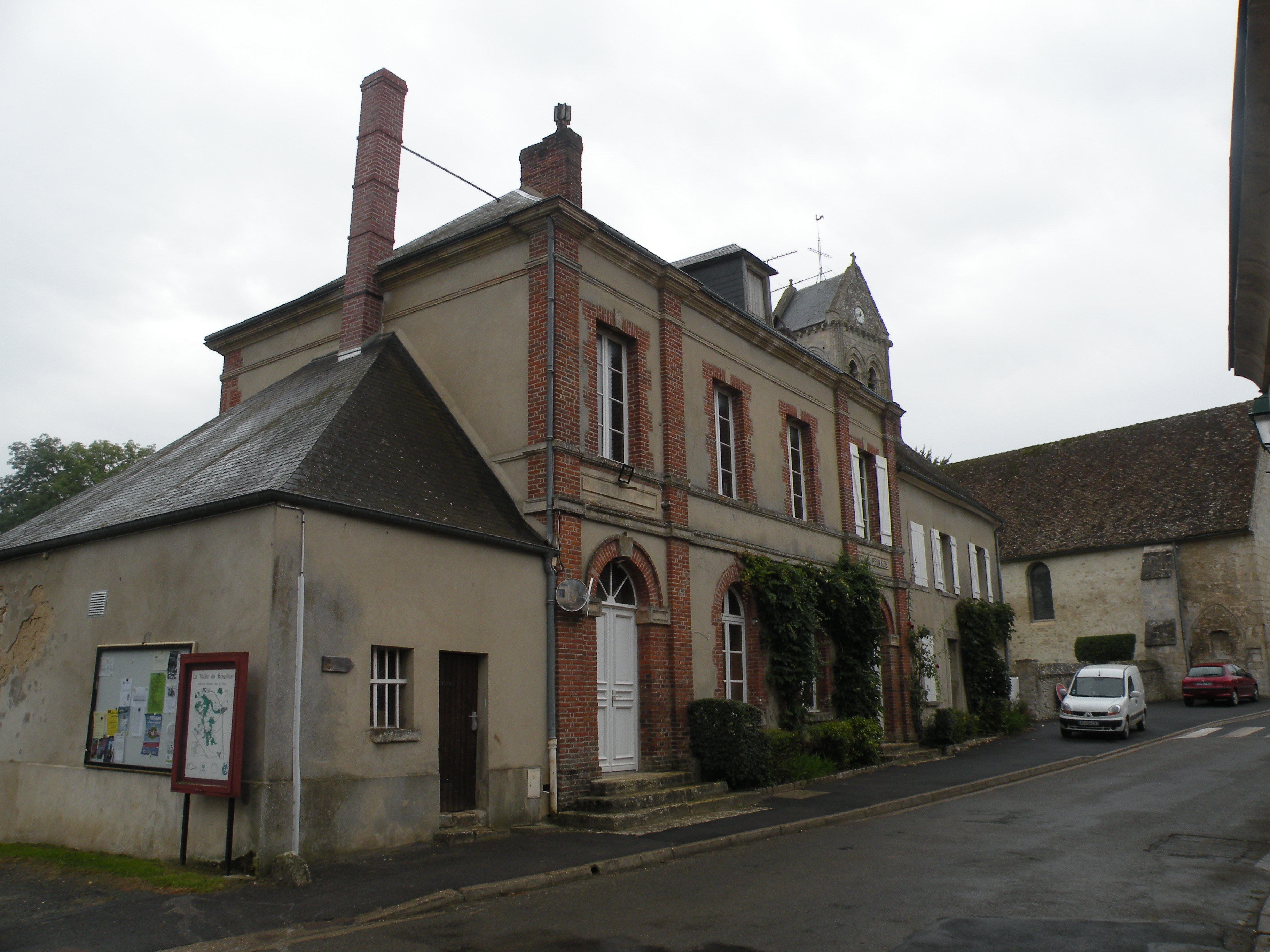
Les écoles.

Les enfants de la commune sont scolarisés avec ceux de Chambors, Lattainville et Reilly dans le cadre du regroupement pédagogique intercommunal (RPI) des quatre villages de la Vallée du Réveillon.
En 2017, les Petites et Moyennes section de maternelle sont accueillis à l'école de Chambors, les Grande section et CP sont à l'école de Reilly, les CE1-CE2 et CM1-CM2 le sont à l'école de Delincourt, où se trouve égalemebt la cantine et l'accueil périscolaire.

### Postes et télécommunications
En 2019, la commune est située en zone blanche pour la réception de la téléphonie mobile. Toutefois, le projet de création d'un pylône relai à proximité d'habituations a suscité des oppositions locales.

## Population et société

### Démographie

#### Évolution démographique
L'évolution du nombre d'habitants est connue à travers les recensements de la population effectués dans la commune depuis 1793. Pour les communes de moins de 10 000 habitants, une enquête de recensement portant sur toute la population est réalisée tous les cinq ans, les populations de référence des années intermédiaires étant quant à elles estimées par interpolation ou extrapolation. Pour la commune, le premier recensement exhaustif entrant dans le cadre du nouveau dispositif a été réalisé en 2005.

En 2022, la commune comptait 533 habitants, en évolution de +11,51 % par rapport à 2016 (Oise : +0,87 %, France hors Mayotte : +2,11 %).
| 1793 | 1800 | 1806 | 1821 | 1831 | 1836 | 1841 | 1846 | 1851 |
| ---- | ---- | ---- | ---- | ---- | ---- | ---- | ---- | ---- |
| 488  | 508  | 493  | 525  | 571  | 564  | 549  | 504  | 553  |

| 1856 | 1861 | 1866 | 1872 | 1876 | 1881 | 1886 | 1891 | 1896 |
| ---- | ---- | ---- | ---- | ---- | ---- | ---- | ---- | ---- |
| 553  | 511  | 504  | 503  | 462  | 431  | 455  | 464  | 445  |

| 1901 | 1906 | 1911 | 1921 | 1926 | 1931 | 1936 | 1946 | 1954 |
| ---- | ---- | ---- | ---- | ---- | ---- | ---- | ---- | ---- |
| 447  | 430  | 450  | 383  | 370  | 360  | 343  | 332  | 335  |

| 1962 | 1968 | 1975 | 1982 | 1990 | 1999 | 2005 | 2006 | 2010 |
| ---- | ---- | ---- | ---- | ---- | ---- | ---- | ---- | ---- |
| 296  | 286  | 332  | 447  | 503  | 510  | 542  | 547  | 511  |

| 2015 | 2020 | 2022 | - | - | - | - | - | - |
| ---- | ---- | ---- | - | - | - | - | - | - |
| 485  | 514  | 533  | - | - | - | - | - | - |

#### Pyramide des âges
En 2018, le taux de personnes d'un âge inférieur à 30 ans s'élève à 31,9 %, soit en dessous de la moyenne départementale (37,3 %). À l'inverse, le taux de personnes d'âge supérieur à 60 ans est de 32,1 % la même année, alors qu'il est de 22,8 % au niveau départemental.
En 2018, la commune comptait 251 hommes pour 236 femmes, soit un taux de 51,54 % d'hommes, largement supérieur au taux départemental (48,89 %).
Les pyramides des âges de la commune et du département s'établissent comme suit.
| Hommes | Classe d’âge | Femmes |
| ------ | ------------ | ------ |
| 1,5    | 90 ou +      | 1,6    |
| 4,9    | 75-89 ans    | 8,8    |
| 23,8   | 60-74 ans    | 23,7   |
| 20,0   | 45-59 ans    | 21,3   |
| 16,2   | 30-44 ans    | 14,5   |
| 14,3   | 15-29 ans    | 14,1   |
| 19,2   | 0-14 ans     | 16,1   |

| Hommes | Classe d’âge | Femmes |
| ------ | ------------ | ------ |
| 0,5    | 90 ou +      | 1,4    |
| 5,5    | 75-89 ans    | 7,6    |
| 15,6   | 60-74 ans    | 16,3   |
| 20,8   | 45-59 ans    | 20     |
| 19,4   | 30-44 ans    | 19,4   |
| 17,6   | 15-29 ans    | 16,2   |
| 20,6   | 0-14 ans     | 19,1   |

## Culture locale et patrimoine

### Lieux et monuments

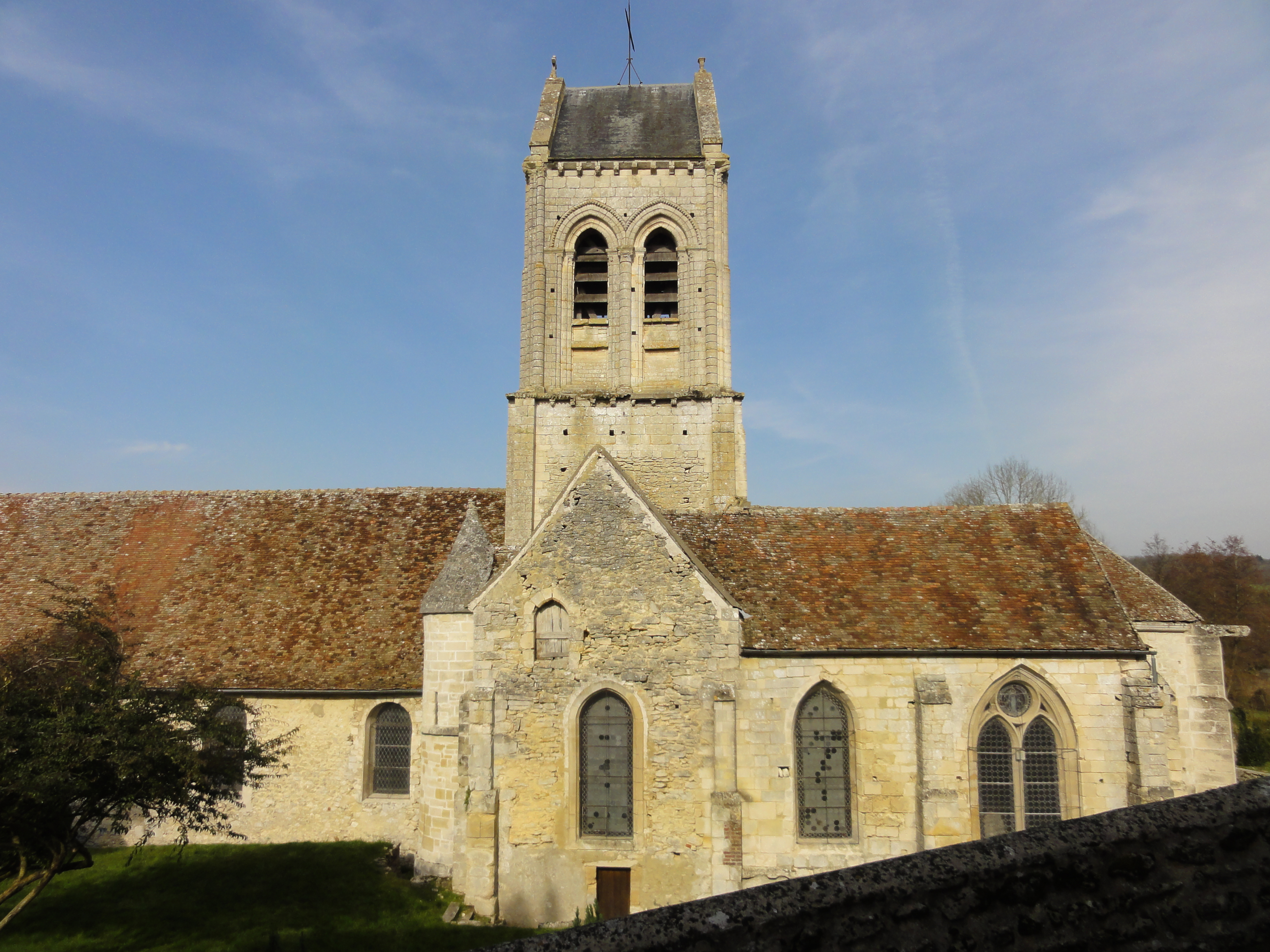
Église Saint-Léger, côté sud.

Delincourt  compte un monument historique sur son territoire :
- église Saint-Léger, rue de la Vallée (inscrite partiellement aux monuments historiques en 1926[31]).

L'église actuelle remplace un édifice plus ancien, mais sa nef remonte néanmoins à la fin du XIe ou au début du XIIe siècle. Des remaniements au XVIIIe siècle lui ont enlevé son authenticité, et les arcades de l'exceptionnel porche du début du XIIIe siècle ont alors été bouchées.
Les parties orientales conservent tout leur intérêt, et sont d'une architecture recherchée. Elles ont été bâties par le chapitre de la collégiale royale Saint-Mellon de Pontoise, qui fut le collateur de la cure sous l'Ancien Régime. 
Le transept et le chœur sont de style gothique primitif, mais leurs voûtes d'ogives et leurs chapiteaux particulièrement remarquables évoquent le style roman tardif. Ils datent du troisième quart du XIIe siècle. Le clocher en bâtière central, qui s'élève au-dessus de la croisée du transept, n'a été achevé qu'au début du XIIIe siècle, et est plus résolument gothique. Il séduit surtout par ses dimensions très judicieusement définies. Bientôt après son achèvement, l'église a été agrandie par l'adjonction de deux collatéraux au nord et au sud du chœur. Leurs voûtes n'ont été réalisées qu'après coup, ou ont été refaites, vers le début du XIVe siècle, et deux des fenêtres à remplage datent de la même époque. La substance semble toutefois bien plus ancienne. L'église Saint-Léger connaît un dernier agrandissement sous la Révolution française en 1792, quand le chœur est prolongé vers l'est par une abside à pans coupés, dont la voûte a dû être refaite en bois vers 1860,.
On peut également signaler : 
- la pierre levée (menhir) ;
- le lavoir couvert, à côté de la mairie ;
- une motte (un monticule à pentes rapides) surmontée de ruines féodales, avec sous le monticule un souterrain creusé dans le calcaire grossier. L'entrée est situé dans la cave du manoir ; une rampe de 32 marches y donnent accès[34].

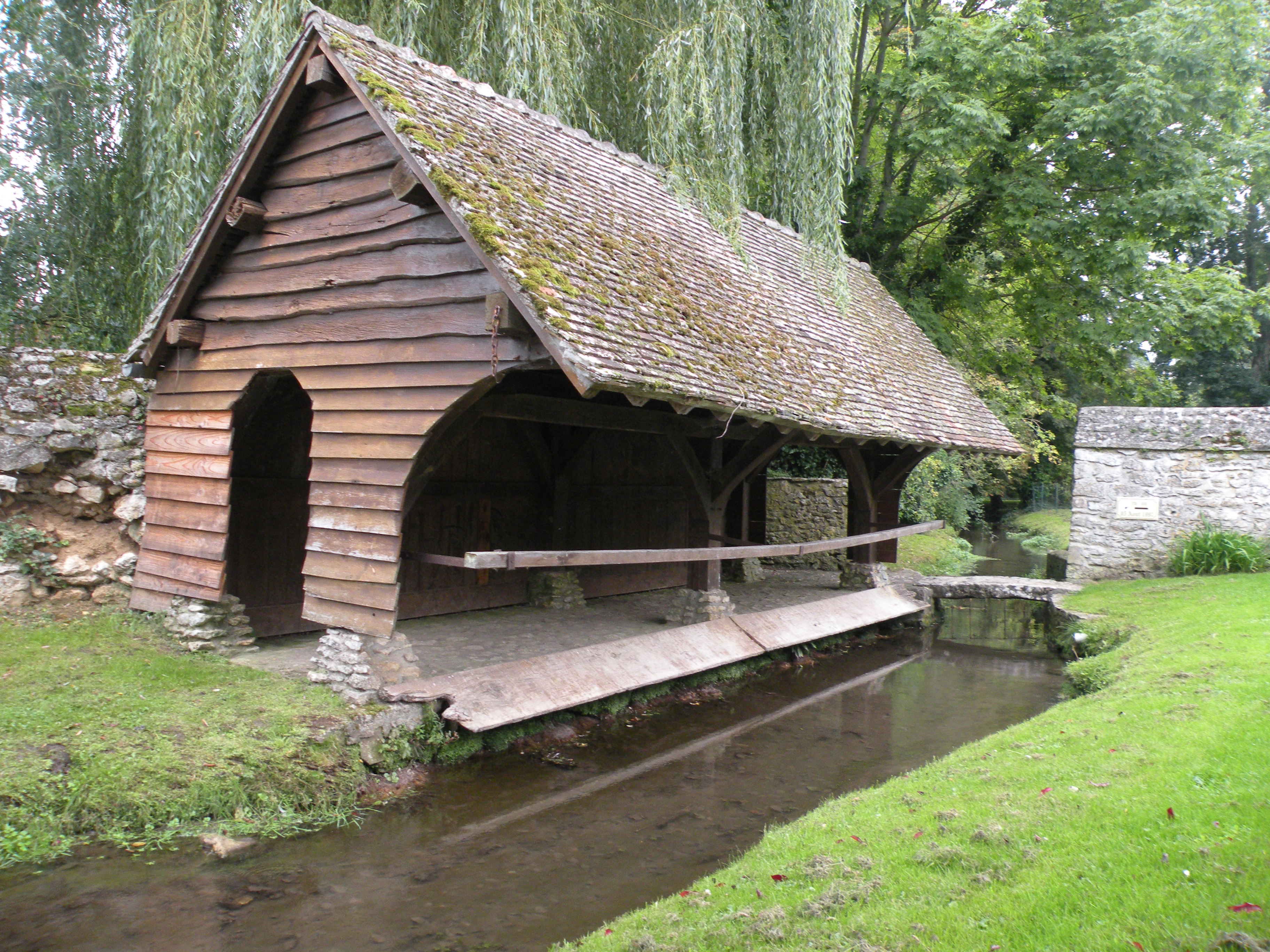
Le lavoir couvert.
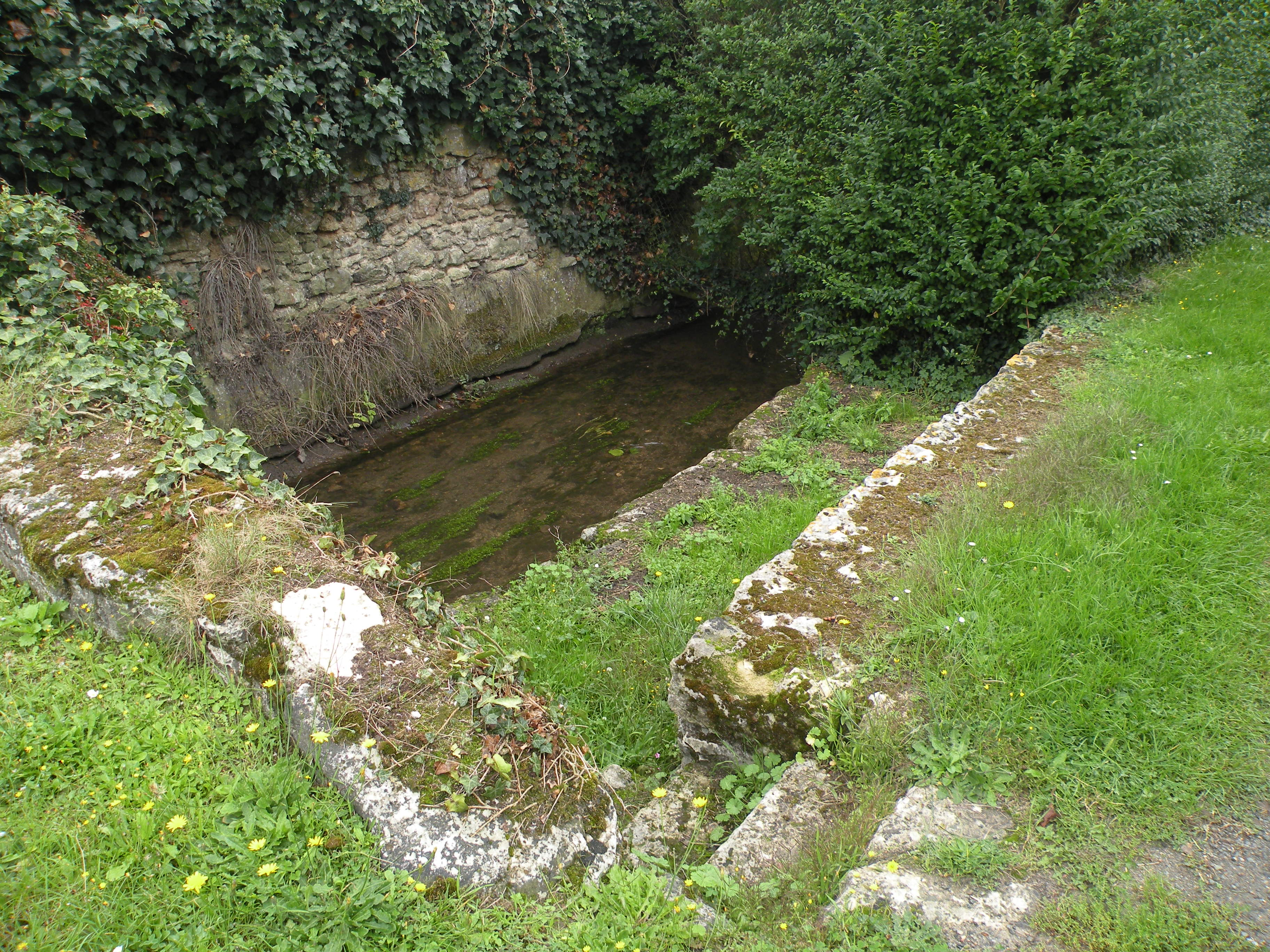
Lavoir abandonné.
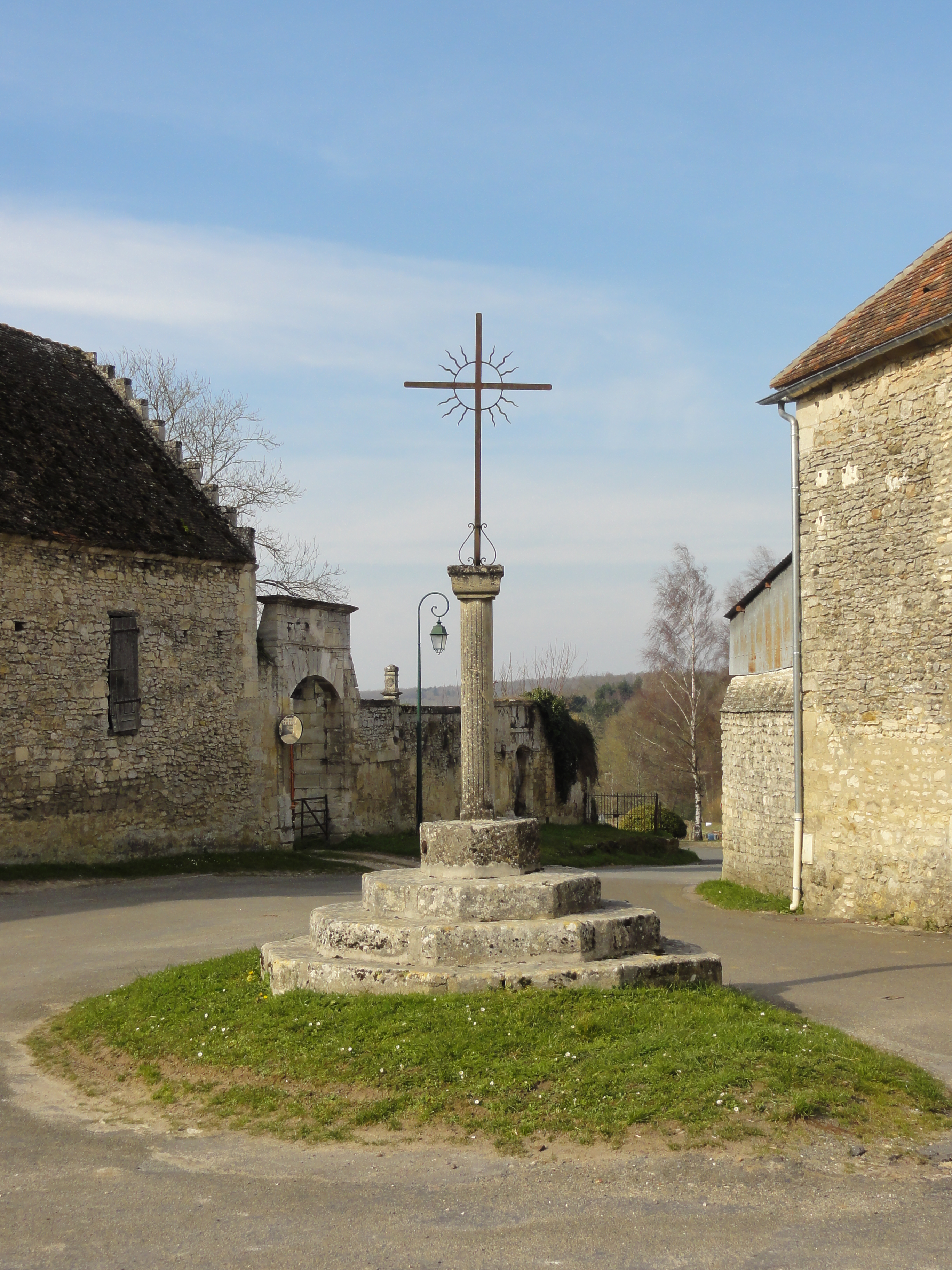
Calvaire, rue Saint-Jacques.
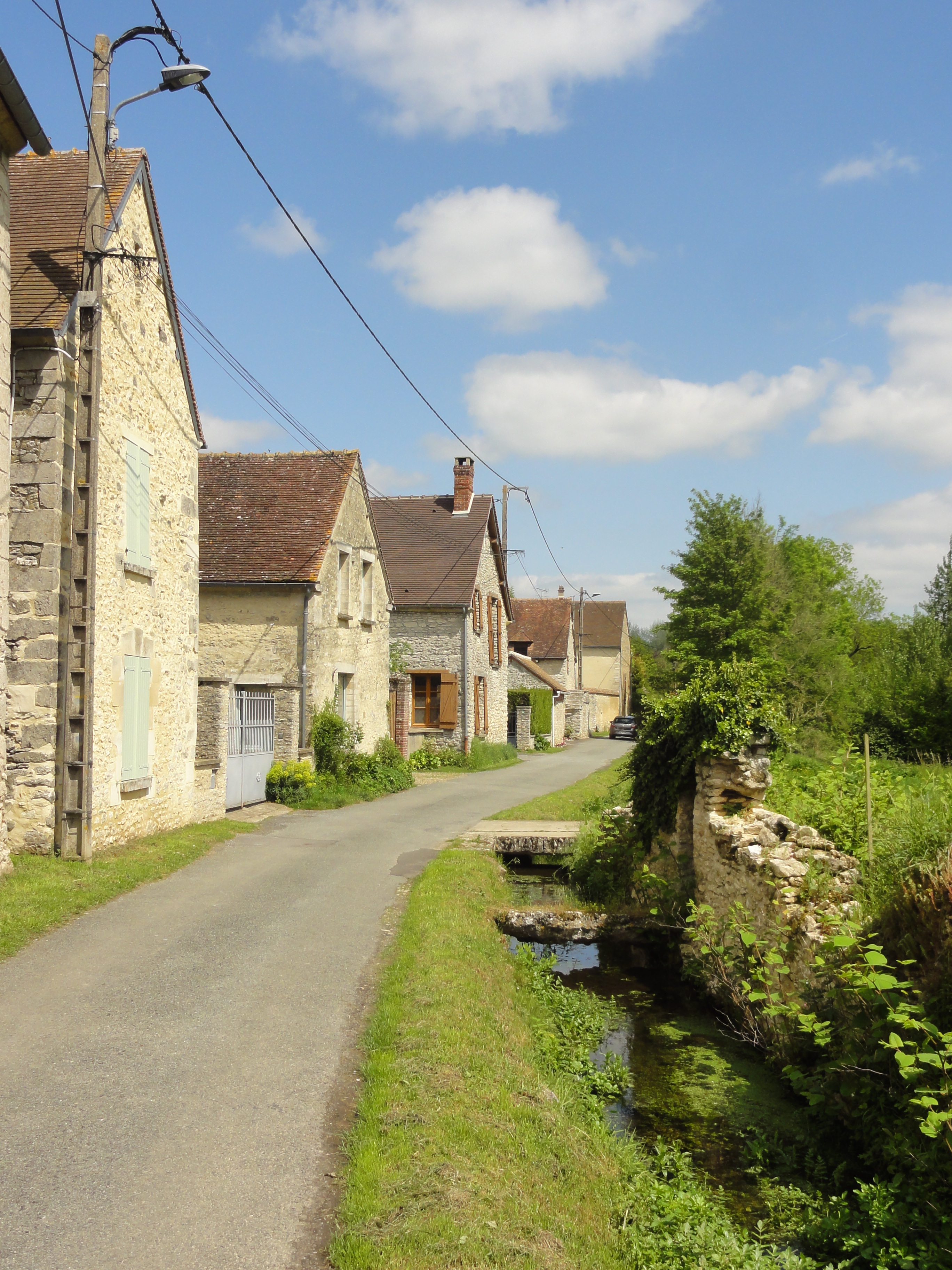
Rue du Mesnil.
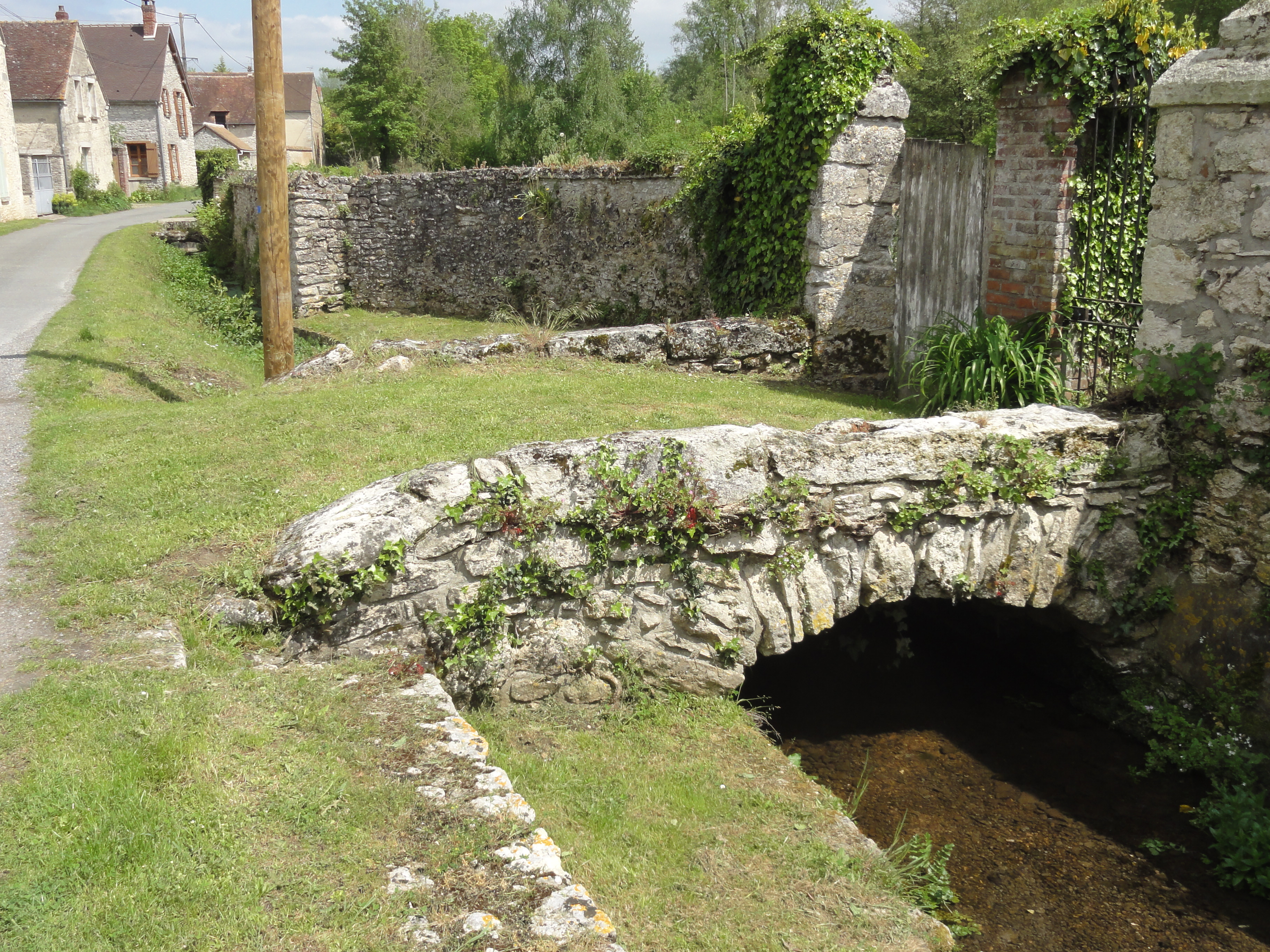
Vieux pont.
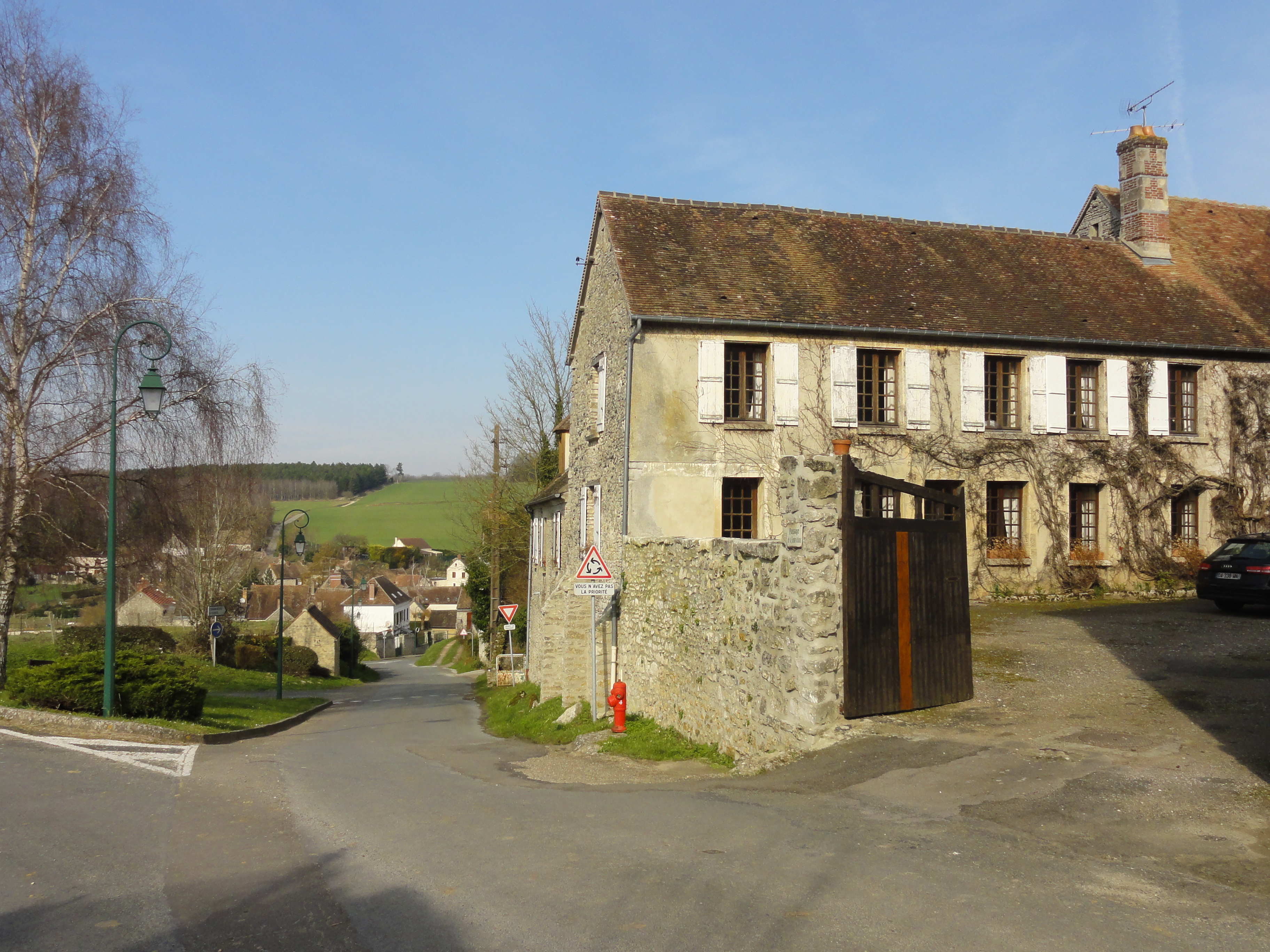
Rue de la Fosse-Colos.

### Personnalités liées à la commune
- Jean-Pierre Hutin (193-1996), journaliste français, est enterré au cimetière de Delincourt.

### Héraldique
| Blason de Delincourt | Blason  | De gueules aux trois marteaux d'or.              |
| Blason de Delincourt | Détails | Le statut officiel du blason reste à déterminer. |